# Vico Canavese
Vico Canavese (piemontesisch Vi Canavèis) ist eine Fraktion und Gemeindesitz der italienischen Gemeinde (comune) Valchiusa in der Metropolitanstadt Turin (TO), Region Piemont.

## Geographie
Vico Canavese liegt etwa 49 km Luftlinie nördlich von Turin und etwa 8 km Luftlinie nordwestlich von Ivrea im Val Chiusella in den Grajischen Alpen auf 738 m s.l.m.

## Geschichte
Vico Canavese war bis 2018 eine eigenständige Gemeinde und schloss sich am 1. Januar 2019 mit den Gemeinden Meugliano und Trausella zur neuen Gemeinde Valchiusa zusammen. Zum 32 km² großen ehemaligen Gemeindegebiet gehörten noch die Fraktionen Drusacco, Inverso und Novareglia.

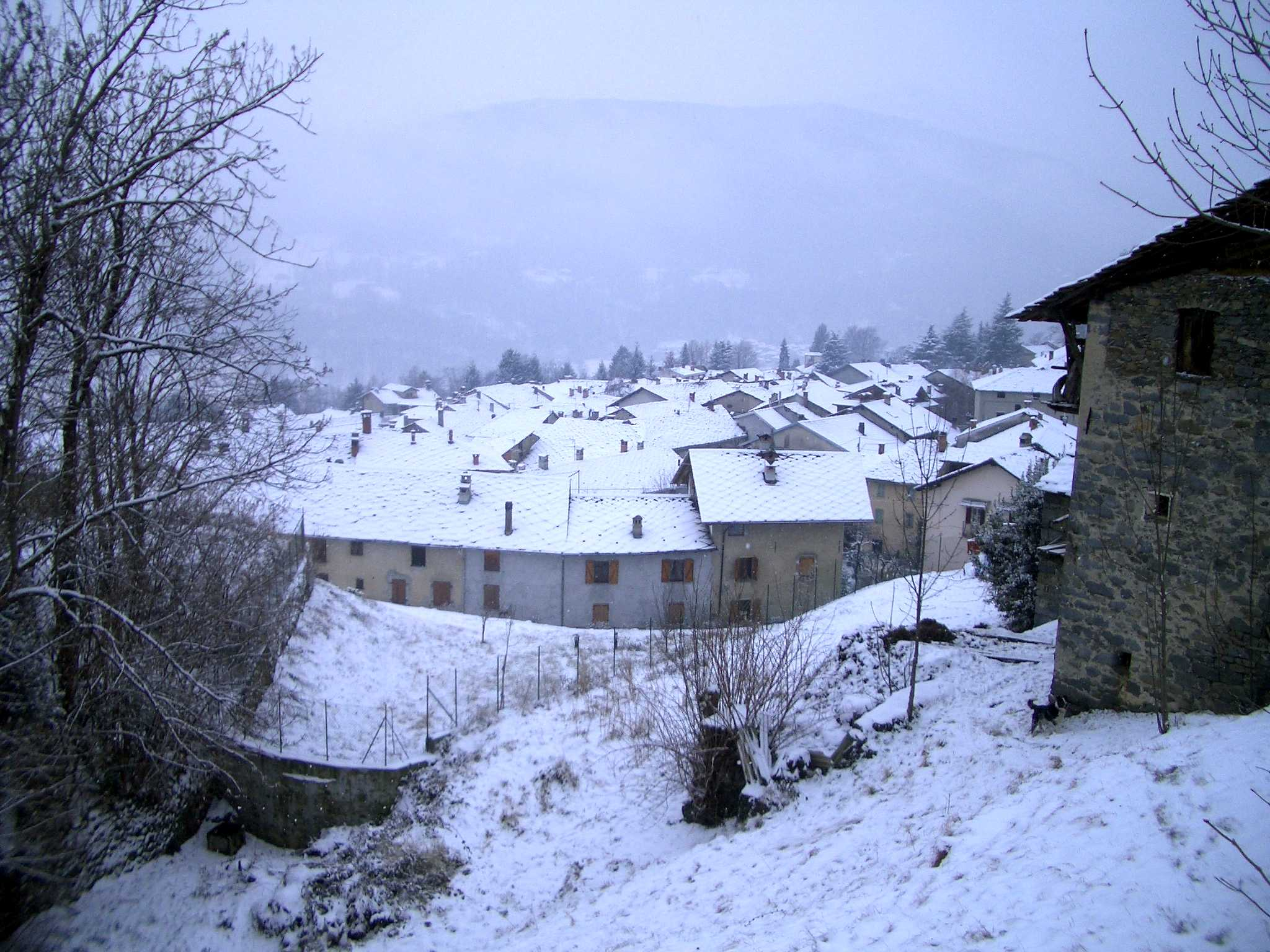
Vico Canavese
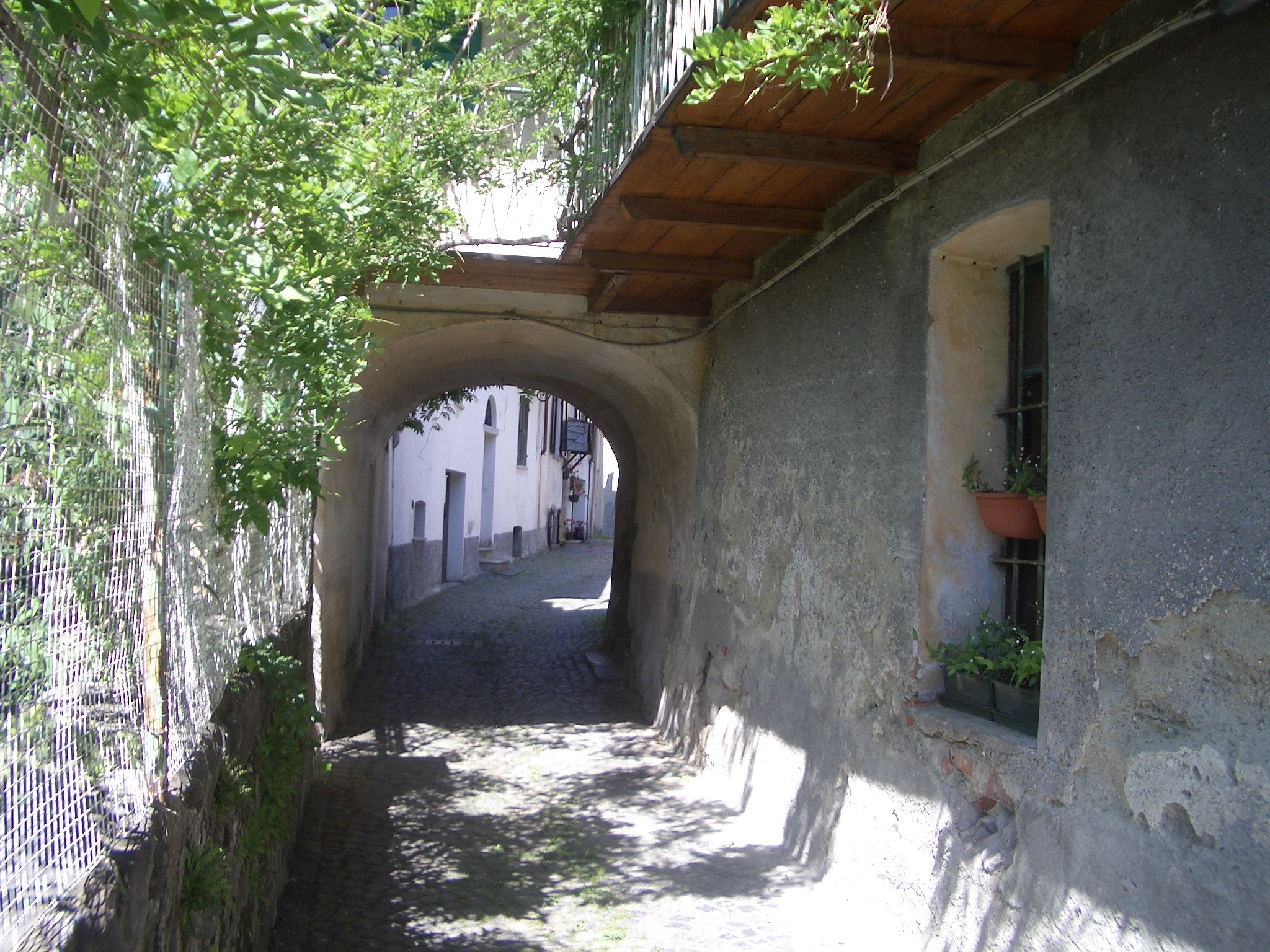
Ortskern